# Eloeophila igorota
Eloeophila igorota är en tvåvingeart som först beskrevs av Alexander 1931.  Eloeophila igorota ingår i släktet Eloeophila och familjen småharkrankar. Inga underarter finns listade i Catalogue of Life.